# Enoximone
Enoximone (INN, tên thương mại Perfan) là một chất ức chế phosphodiesterase imidazole. Nó được sử dụng trong điều trị suy tim sung huyết và được chọn lọc cho phosphodiesterase 3.

## Tổng hợp
Trả trước: Đăng ký phát minh {{{country}}} {{{number}}}, "{{{title}}}", trao vào [[{{{gdate}}}]]  (1980 đến Richardson-Merrell); RA Schnettler và cộng sự, Bằng sáng chế Hoa Kỳ số 4.405.635 (1983 đến Merrell-Dow)